# Parafia Matki Bożej Saletyńskiej w Krakowie
Parafia Matki Bożej Saletyńskiej w Krakowie – parafia rzymskokatolicka należąca do dekanatu Kraków-Podgórze archidiecezji krakowskiej na os. Cegielniana.

## Historia
W sierpniu 1980 roku, kardynał Franciszek Macharski erygował kaplicę publiczną pod wezwaniem Matki Bożej Saletyńskiej oraz nakazał prowadzenie duszpasterstwa i katechizacji dla wiernych osiedla Cegielniana.
1 marca 1983 roku, dekretem kardynała Franciszka Macharskiego została powołana Parafia Matki Bożej Saletyńskiej w Krakowie – Łagiewnikach na osiedlu Cegielniana.
 Nadzór nad parafią został powierzony ojcom Zgromadzenia Księży Misjonarzy Saletynów.
W 1993 roku kardynał Franciszek Macharski wmurował kamień węgielny w ścianę kościoła. Kamień pochodzi z miejsca objawienia Matki Bożej z La Salette i poświęcony został przez papieża Jana Pawła II.
25 września 2000 roku nastąpiło uroczyste poświęcenie nowej świątyni przez kardynała Franciszka Macharskiego.

### Proboszczowie
- ks. Roman Sikora MS (1982–1986)
- ks. Czesław Hałgas MS (1986–1994)
- ks. Lesław Pańczak MS (1994–2000)
- ks. Józef Piela MS (2000–2004)
- ks. Ryszard Hodara MS (2004–2013)
- ks. Kazimierz Wolan MS (2013–2016)
- ks. Zbigniew Pałys MS (2016-2022)
- ks. Grzegorz Szczygieł MS (2022-)[1]

## Wspólnoty parafialne
- Chór
- Domowy kościół
- Poradnia rodzinna
- Wspólnota Modlitewno-Ewangelizacyjna[2]
- Dzieło duchowej adopcji
- Zespół charytatywny
- Róże różańcowe
- Ruch Światło-Życie
- Zespół liturgiczny
- Służba liturgiczna ołtarza (lektorzy i ministranci)
- Koło przyjaciół Radia Maryja
- Neokatechumenat
- Krąg biblijny

## Terytorium parafii
Obejmuje ulice na os. Cegielniana: Bogdanowicza, Borsucza, Cegielniana, Ciesielska, Deotymy, Do Wilgi, Goplana, Hoffmanowej, Kędzierzyńska, Kołobrzeska, Koszalińska, Lasek, pl. Łagiewnicki, Młynowa, Na Grządkach, Nowotarska, Odrzańska, Ogrodniki, Oraczy, Pienińska, Przy Torze, Słupska, Szaniawskiego, Zakopiańska 2-346, 67a, 67b, Zbrojarzy 55-86, Zielonogórska